# Iproclozide
Iproclozide (tên thương mại Sursum, Sinderesin) là một chất ức chế monoamin oxydase không thể đảo ngược và chọn lọc (MAOI) của nhóm hóa chất hydrazine đã được sử dụng làm thuốc chống trầm cảm, nhưng đã bị ngưng sử dụng. Nó đã được biết là gây viêm gan tối cấp và đã có ít nhất ba trường hợp tử vong được báo cáo do sử dụng thuốc.